# VTB United League 2022-2023
La VTB United League 2022-2023 è la 15ª edizione della VTB United League, oltre ad essere la decima stagione in cui la VTB League funge da massimo campionato russo. Il campionato è iniziato a ottobre 2022 e la stagione regolare si è conclusa il 26 marzo 2023.

## Formula del torneo
Per questa stagione, la stagione regolare viene divisa in due fasi poiché nessuna squadra parteciperà alle competizioni europee a causa dell'invasione russa dell'Ucraina. Nella prima fase, le 12 squadre giocheranno due turni, dopodiché i team verranno divise in due gruppi: il gruppo A con le prime sei squadre della prima fase e il gruppo B con le ultime sei squadre della prima fase. Nella seconda fase, le squadre giocheranno tra di loro nei rispettivi gironi per altri due turni. Per i playoff, tutte le serie si giocheranno al meglio delle sette gare, ad eccezione dei quarti di finale che si giocheranno al meglio delle cinque.

### Localizzazione delle squadre partecipanti
| Squadra              | Città           | Stadio                   | Capacità |
| -------------------- | --------------- | ------------------------ | -------- |
| Avtodor Saratov      | Saratov         | DS Kristall              | 5.500    |
| BK Astana            | Astana          | Arena Velotrack          | 9.270    |
| Minsk                | Minsk           | Minsk-Arena              | 15.000   |
| CSKA Mosca           | Mosca           | Megasport Arena          | 13.344   |
| Enisey Krasnojarsk   | Krasnojarsk     | Arena.Sever              | 4.000    |
| Lokomotiv Kuban'     | Krasnodar       | Basket-Hall              | 7.500    |
| MBA Mosca            | Mosca           | Basket Hall Moscow       | 5.000    |
| Nižnij Novgorod      | Nižnij Novgorod | Trade Union Sport Palace | 5.500    |
| Parma Perm'          | Perm'           | UDS Molot                | 7.000    |
| Samara               | Samara          | Ice Sports Palace        | 5.000    |
| UNICS Kazan'         | Kazan'          | Basket-Hall              | 7.000    |
| Zenit S. Pietroburgo | San Pietroburgo | Sibur Arena              | 6.381    |

## Regular season

### Classifica
| Pos. | Squadra              | G  | V  | P  | PtF  | PtS  | Diff. | P.ti |
| ---- | -------------------- | -- | -- | -- | ---- | ---- | ----- | ---- |
| 1.   | CSKA Mosca           | 22 | 22 | 0  | 2165 | 1633 | +532  | 44   |
| 2.   | UNICS Kazan'         | 22 | 20 | 2  | 1927 | 1583 | +344  | 42   |
| 3.   | Zenit S. Pietroburgo | 22 | 16 | 6  | 1816 | 1563 | +253  | 38   |
| 4.   | Nižnij Novgorod      | 22 | 13 | 9  | 1659 | 1647 | +12   | 35   |
| 5.   | MBA Mosca            | 22 | 13 | 9  | 1743 | 1705 | +38   | 35   |
| 6.   | Lokomotiv Kuban'     | 22 | 12 | 10 | 1724 | 1689 | +35   | 34   |
| 7.   | Samara               | 22 | 9  | 13 | 1706 | 1688 | +18   | 31   |
| 8.   | Parma Perm'          | 22 | 9  | 13 | 1735 | 1800 | −65   | 31   |
| 9.   | Avtodor Saratov      | 22 | 7  | 15 | 1751 | 1841 | -90   | 29   |
| 10.  | Enisey Krasnojarsk   | 22 | 6  | 16 | 1623 | 1772 | −149  | 28   |
| 11.  | Astana               | 22 | 4  | 18 | 1434 | 1902 | −468  | 26   |
| 12.  | Minsk                | 22 | 1  | 21 | 1338 | 1798 | −460  | 23   |

Legenda:
      Qualificate Gruppo A.
      Qualificate Gruppo B.
Regolamento:
In caso di arrivo a pari punti, contano le statistiche sugli scontri diretti.

## Seconda fase

### Gruppo A
| Pos. | Squadra              | G  | V  | P  | PtF  | PtS  | Diff. | P.ti |
| ---- | -------------------- | -- | -- | -- | ---- | ---- | ----- | ---- |
| 1.   | CSKA Mosca           | 32 | 30 | 2  | 3060 | 2417 | +643  | 62   |
| 2.   | UNICS Kazan'         | 32 | 24 | 8  | 2724 | 2406 | +318  | 56   |
| 3.   | Zenit S. Pietroburgo | 32 | 23 | 9  | 2621 | 2313 | +308  | 55   |
| 4.   | Nižnij Novgorod      | 32 | 17 | 15 | 2392 | 2409 | -17   | 49   |
| 5.   | Lokomotiv Kuban'     | 32 | 17 | 15 | 2523 | 2470 | +53   | 49   |
| 6.   | MBA Mosca            | 32 | 15 | 17 | 2413 | 2504 | -91   | 47   |

### Gruppo B
| Pos. | Squadra            | G  | V  | P  | PtF  | PtS  | Diff. | P.ti |
| ---- | ------------------ | -- | -- | -- | ---- | ---- | ----- | ---- |
| 1.   | Parma Perm'        | 32 | 16 | 16 | 2498 | 2530 | −32   | 48   |
| 2.   | Avtodor Saratov    | 32 | 15 | 17 | 2553 | 2598 | -45   | 47   |
| 3.   | Enisey Krasnojarsk | 32 | 14 | 18 | 2394 | 2445 | −51   | 46   |
| 4.   | Samara             | 32 | 13 | 19 | 2514 | 2452 | +62   | 45   |
| 5.   | Astana             | 32 | 5  | 27 | 2146 | 2736 | −590  | 37   |
| 6.   | Minsk              | 32 | 3  | 29 | 2008 | 2566 | −558  | 35   |

## Play-off

### Tabellone
|  | Quarti di finale     | Quarti di finale |                      |                      | Semifinali                | Semifinali                |  |  | Finale | Finale |
|  |                      |                  |                      |                      |                           |                           |  |  |        |        |
|  |                      |                  |                      |                      |                           |                           |  |  |        |        |
|  |                      |                  |                      |                      |                           |                           |  |  |        |        |
|  | CSKA Mosca           | 3                |                      |                      |                           |                           |  |  |        |        |
|  | CSKA Mosca           | 3                |                      |                      |                           |                           |  |  |        |        |
|  | Avtodor Saratov      | 0                |                      |                      |                           |                           |  |  |        |        |
|  | Avtodor Saratov      | 0                | CSKA Mosca           | 3                    |                           |                           |  |  |        |        |
|  |                      |                  | CSKA Mosca           | 3                    |                           |                           |  |  |        |        |
|  |                      | Lokomotiv Kuban' | 4                    |                      |                           |                           |  |  |        |        |
|  | Nižnij Novgorod      | Lokomotiv Kuban' | 4                    | 0                    |                           |                           |  |  |        |        |
|  | Nižnij Novgorod      |                  |                      | 0                    |                           |                           |  |  |        |        |
|  | Lokomotiv Kuban'     | 3                |                      |                      |                           |                           |  |  |        |        |
|  | Lokomotiv Kuban'     | 3                | Lokomotiv Kuban'     | 1                    |                           |                           |  |  |        |        |
|  |                      |                  | Lokomotiv Kuban'     | 1                    |                           |                           |  |  |        |        |
|  |                      | UNICS Kazan'     | 4                    |                      |                           |                           |  |  |        |        |
|  | UNICS Kazan'         | UNICS Kazan'     | 4                    | 3                    |                           |                           |  |  |        |        |
|  | UNICS Kazan'         |                  |                      | 3                    |                           |                           |  |  |        |        |
|  | Parma Perm'          | 0                |                      |                      |                           |                           |  |  |        |        |
|  | Parma Perm'          | 0                | Zenit S. Pietroburgo | 3                    | Finale per il terzo posto | Finale per il terzo posto |  |  |        |        |
|  |                      |                  | Zenit S. Pietroburgo | 3                    | Finale per il terzo posto | Finale per il terzo posto |  |  |        |        |
|  |                      | UNICS Kazan'     | 4                    |                      |                           |                           |  |  |        |        |
|  | Zenit S. Pietroburgo | UNICS Kazan'     | 4                    | 3                    | CSKA Mosca                | 4                         |  |  |        |        |
|  | Zenit S. Pietroburgo |                  |                      | 3                    | CSKA Mosca                | 4                         |  |  |        |        |
|  | MBA Mosca            | 1                |                      | Zenit S. Pietroburgo | 1                         |                           |  |  |        |        |
|  | MBA Mosca            | 1                |                      |                      | 1                         |                           |  |  |        |        |
|  |                      |                  |                      |                      |                           |                           |  |  |        |        |
|  |                      |                  |                      |                      |                           |                           |  |  |        |        |

### Quarti di finale
| Squadra 1            | Totale | Squadra 2        | Gara 1 | Gara 2 | Gara 3 | Gara 4 | Gara 5 |
| -------------------- | ------ | ---------------- | ------ | ------ | ------ | ------ | ------ |
| CSKA Mosca           | 3 – 0  | Avtodor Saratov  | 103–68 | 111–85 | 76–67  | –      | –      |
| UNICS Kazan'         | 3 – 0  | MBA Mosca        | 101–76 | 94–59  | 73–52  | –      | –      |
| Zenit S. Pietroburgo | 3 – 1  | Parma Perm'      | 61–65  | 87–60  | 86–61  | 99–80  | –      |
| Nižnij Novgorod      | 0 – 3  | Lokomotiv Kuban' | 81–93  | 72–77  | 81–92  | –      | –      |

### Semifinali
| Squadra 1    | Totale | Squadra 2            | Gara 1 | Gara 2 | Gara 3 | Gara 4 | Gara 5 | Gara 6 | Gara 7  |
| ------------ | ------ | -------------------- | ------ | ------ | ------ | ------ | ------ | ------ | ------- |
| CSKA Mosca   | 3 – 4  | Lokomotiv Kuban'     | 87–84  | 83–84  | 81–84  | 79–73  | 68–85  | 98-75  | 100-103 |
| UNICS Kazan' | 4 – 3  | Zenit S. Pietroburgo | 94–67  | 68–59  | 71–83  | 77–104 | 78–63  | 80-82  | 80-79   |

### Finale 3º posto
| Squadra 1  | Totale | Squadra 2            | Gara 1 | Gara 2 | Gara 3 | Gara 4 | Gara 5 | Gara 6 | Gara 7 |
| ---------- | ------ | -------------------- | ------ | ------ | ------ | ------ | ------ | ------ | ------ |
| CSKA Mosca | 4 – 1  | Zenit S. Pietroburgo | 66–86  | 85–61  | 71–60  | 77–72  | 82–79  | -      | -      |

### Finale
| Squadra 1    | Totale | Squadra 2        | Gara 1 | Gara 2 | Gara 3 | Gara 4 | Gara 5 | Gara 6 | Gara 7 |
| ------------ | ------ | ---------------- | ------ | ------ | ------ | ------ | ------ | ------ | ------ |
| UNICS Kazan' | 4 – 1  | Lokomotiv Kuban' | 76–88  | 79–76  | 82–81  | 90–88  | 98–89  | -      | -      |

## Premi e riconoscimenti
- MVP regular season:  Nikola Milutinov –  CSKA Mosca[11]
- MVP Finals:  Nenad Dimitrijević –  UNICS Kazan'[12]
- Top scorer:  Malik Newman –  Avtodor Saratov[13]
- Allenatore dell'anno:  Emil Rajković –  CSKA Mosca[14]
- Sesto uomo dell'anno:  Jalen Reynolds –  UNICS Kazan'[15]
- Difensore dell'anno:  Evgenij Baburin –  Nižnij Novgorod[16]
- Miglior giovane:  Andrej Martjuk –  Lokomotiv Kuban'[17]
- Performance of the Season:  Justin Roberson –  Parma Perm'[18]
- Newcomer of the Year:  Thomas Heurtel –  Zenit S. Pietroburgo[19]

### MVP del mese
| Mese     | Giocatore        | Squadra              | Note |
| 2020     | 2020             | 2020                 | 2020 |
| -------- | ---------------- | -------------------- | ---- |
| Ottobre  | Nikola Milutinov | CSKA Mosca           |      |
| Novembre | Thomas Heurtel   | Zenit S. Pietroburgo |      |
| Dicembre | Jalen Reynolds   | UNICS Kazan'         |      |
| 2021     |                  |                      |      |
| Gennaio  | Aleksej Šved     | CSKA Mosca           |      |
| Febbraio | Malik Newman     | Avtodor Saratov      |      |
| Marzo    | Isaiah Reese     | Parma Perm'          |      |